# Sânmihaiu Român
Sânmihaiu Român is een gemeente in het Roemeense district Timiș en ligt in de regio Banaat in het westen van Roemenië. De gemeente telt 4322 inwoners (2005).

## Geografie
De oppervlakte van Sânmihaiu Român bedraagt 75,26 km², de bevolkingsdichtheid is 57 inwoners per km².
De gemeente bestaat uit de volgende dorpen: Sânmihaiu German, Sânmihaiu Român, Utvin.

## Demografie
Van de 4389 inwoners in 2002 zijn 4117 Roemenen, 131 Hongaren, 66 Duitsers, 43 Roma's en 32 van andere etnische groepen.
Onderstaande figuur toont het verloop van het inwoneraantal vanaf 1880.

## Politiek
De burgemeester van Sânmihaiu Român is Ioan Iacobescu (PSD).

## Geschiedenis
In 1476 werd Sânmihaiu Român officieel erkend.
De historische Hongaarse en Duitse namen zijn respectievelijk Bégaszentmihály en Oláhszentmihály en Rumänisch-Sankt-Michael.
Balinț · Banloc · Bara · Bârna · Beba Veche · Becicherecu Mic · Belinț · Bethausen · Biled · Birda · Bogda · Boldur · Brestovăț · Cărpiniș · Cenad · Cenei · Checea · Chevereșu Mare · Comloșu Mare · Coșteiu · Criciova · Curtea · Darova · Denta · Dudeștii Noi · Dudeștii Vechi · Dumbrava · Dumbrăvița · Fibiș · Fârdea · Foeni · Gavojdia · Ghilad · Ghiroda · Ghizela · Giarmata · Giera · Giroc · Giulvăz · Gottlob · Iecea Mare · Jamu Mare · Jebel · Lenauheim · Liebling · Lovrin · Margina · Mașloc · Mănăștiur · Moravița · Moșnița Nouă · Nădrag · Nițchidorf · Ohaba Lungă · Orțișoara · Parța · Pădureni · Peciu Nou · Periam · Pietroasa · Pișchia · Racovița · Remetea Mare · Sacoșu Turcesc · Saravale · Satchinez · Săcălaz · Secaș · Sânandrei · Sânmihaiu Român · Sânpetru Mare · Șag · Şandra · Știuca · Teremia Mare · Tomești · Tomnatic · Topolovățu Mare · Tormac · Traian Vuia · Uivar · Valcani · Variaș · Victor Vlad Delamarina · Voiteg